# Agôlôn̦
Agôlôn̦, ook geschreven als Ak-Ôlôn̦, Ak-Ölön, Akulen (Kirgizisch: Агөлөң, Russisch: Ак-Олён, Ak-Oljon) is een archeologische vindplaats en prehistorische werkplaats voor het maken van stenen werktuigen uit het vroegpaleolithicum. Het ligt aan de voet van de berg ten zuiden van het dorp Ak-Ôlôn̦ aan de westkant van de Ysykköl. Op de locatie maakten mensen hoogwaardige gereedschappen van porfier. Op het oppervlak zijn vaak stenen werktuigen en stenen met bewerkingsmarkeringen te vinden. 
Het archeologisch onderzoek werd aanvankelijk uitgevoerd door archeoloog M. Žunusaliev, later in 2001 door een Russisch-Kirgizische expeditie onder leiding van Anatoli Derevjanko.